# Puchenii Mici
Puchenii Mici – wieś w Rumunii, w okręgu Prahova, w gminie Puchenii Mari. W 2011 roku liczyła 559 mieszkańców.